# Bernard Taillefer
Pour les articles homonymes, voir Taillefer.
Bernard Ier de Besalú (Bernat I de Besalú en catalan), dit Bernard Taillefer (Bernat Tallaferro en catalan) (né vers 970 - mort en Provence en 1020), fils d'Oliba Cabreta et d'Ermengarde d'Empuries, est comte de Besalú (988-1020) et de Ripoll entre 1003 et 1020. Outre le comté de Besalú, Bernat domine la vicomté de Fenouillèdes et le Vallespir.

## Biographie
Bernard est un fils du comte Oliba II dit « Cabreta » et de son épouse Ermengarde d'Empúries, fille de Gausbert d'Empúries, comte de Roussillon et d'Empúries.
Il a trois frères et une sœur : Guifred (v. 970-1050), Oliva (971-1046), Adélaide (?-1024) et Berenguer (?-1003) (futur évêque d'Elne). Il a également une demi-sœur illégitime, Ingilberga (976-1049), fille d'Oliba Ier  et d'Ingilberga, épouse d'Ermemi, viguier de Besora. Elle deviendra la dernière abbesse du monastère de Sant Joan de les Abadesses. Sa mère Ermengarde exerce la régence sur Bernard jusqu'à sa mort en 994.
En 1003 il hérite de son frère le comté de Ripoll. En 1006 il remporte, avec les autres comtes catalans, la bataille de Torà contre le Califat de Cordoue.
Il obtient une bulle du pape Serge IV en 1011 pour l'abbaye de Saint-Pierre de Fenouillet.
Vers 1015 une convenentia lui assure la soumission des seigneurs de Niort et Castelpor en Pays de Sault, dans le comté de Razès.
En 1017, il obtient du pape Benoît VIII la création de l'éphémère évêché de Besalú, qui comprenait tous les territoires sous la suzeraineté du comte, au détriment de plusieurs autres dont le puissant archevêché de Narbonne. Il fut attribué à son fils Guifré ou Wilfried, aussi évêque de Carcassonne, mais il disparut sans le soutien comtal dès 1020. Bernat se noie en essayant de  traverser le Rhône le 26 septembre 1020.

### Epouse et enfants
Il épouse en 992 Adélaide Doda, probablement la fille de Guillaume, marquis de Provence en 979. De cette union, naissent huit enfants :
- Guifré de Besalú, (v.993 - 1054), évêque de Carcassonne en 1031 ;
- Berenger, (v.995 -après 1033) ;
- Guillaume, (v.1000 - 1052), comte de Besalu en 1020 ;
- Henri ;
- Hugues ;
- Garsinde ;
- Adélaïde mariée à Joan d'Oriol ;
- Constance[4].